# Matías Fissore
Matías Oscar Fissore (21 de septiembre de 1990; San Marcos Sud, Córdoba, Argentina) es un futbolista argentino. Juega de centrocampista en el Atlético Rafaela de la Primera B Nacional.

## Biografía
Es primo del exjugador Martin Romagnoli; su hermano Marcos Fissore también es futbolista, juega en Sportivo Las Parejas.

## Trayectoria

### Atlético de Rafaela
Matías Fissore hizo inferiores en Atlético Rafaela. El 12 de febrero convierte su primer gol en Primera División contra Banfield en una victoria 3 a 0. Luego le marcaría también a Estudiantes en otra victoria que fue 3 a 2 para el conjunto rafaelino.

### San Martín de San Juan
A mediados de 2015, Fissore fichó por el equipo de San Martín de San Juan, donde se convirtió en titular en el equipo sanjuanino.

## Clubes
| Club                                       | País           | Año           | PJ  | Goles |
| ------------------------------------------ | -------------- | ------------- | --- | ----- |
| Atlético de Rafaela                        | Argentina      | 2010 - 2015   | 112 | 3     |
| San Martín de San Juan                     | Argentina      | 2015 - 2019   | 10  | 0     |
| San Martín de Tucumán                      | Argentina      | 2019 - 2021   | 20  | 0     |
| Oakland Roots SC                           | Estados Unidos | 2021-2022     |     |       |
| Atlético de Rafaela                        | Argentina      | 2023/2024     |     |       |
| Club Atlético Güemes (Santiago del Estero) | Argentina      | 2025-presente |     |       |

## Palmarés
| Logro              | Club                | Temporada | Año  |
| ------------------ | ------------------- | --------- | ---- |
| Primera B Nacional | Atlético de Rafaela | Argentina | 2011 |